# جميل ويلسون
جميل ويلسون (بالإنجليزية: Jamil Wilson)‏ (21 نوفمبر 1990 بميلواكي في الولايات المتحدة - ) هو لاعب كرة سلة أمريكي في مركز هجوم صغير الجسم. لعب مع Motor City Cruise ‏.

## وصلات خارجية
- جميل ويلسون على موقع إن بي أي (الإنجليزية)
- جميل ويلسون على موقع سبورتس رفرنس (الإنجليزية)
- جميل ويلسون على موقع كرة السلة الأوروبية.كوم (الإنجليزية)
- جميل ويلسون على موقع DraftExpress.com (الإنجليزية)
- جميل ويلسون على موقع كلية كرة السلة في سبورتس رفرنس.كوم (الإنجليزية)
- جميل ويلسون على موقع ريلجم (الإنجليزية)
- جميل ويلسون على موقع بروبوليرز (الإنجليزية)
- جميل ويلسون على موقع سبورتس رفرنس (الإنجليزية)
- جميل ويلسون على موقع سبورتس رفرنس (الإنجليزية)